# Баццани, Луиджи
Луиджи Баццани, также известный как Баццанетто (итал. Luigi Bazzani, detto il Bazzanetto; 8 ноября 1836, Болонья — 2 февраля 1927, Рим) — итальянский рисовальщик, «исторический живописец» древних Помпей, иллюстратор, аквалерист и театральный декоратор.
Луиджи Баццани происходил из семьи потомственных театральных художников. Прозвание «Баццанетто» получил для того, чтобы отличать его от другого художника той же семьи, Луиджи Баццани, которого называли Баццаноне (Bazzanone). Итальянский суффикс «-etto» означает уменьшение, а «-one» — увеличение. Таким образом, имена двух художников можно перевести как «Баццани маленький» и «Баццани большой».
В 1861 году Луиджи Баццани «маленький» учился в болонской Академии изящных искусств, затем отправился во Францию, Германию и, в конце концов, в 1861 году переехал в Рим, привлечённый возможностями этого города для художественной карьеры, и остался в Риме на всю жизнь. Он внимательно изучал античную архитектуру, писал акварелью виды древнеримских руин, а в больших живописных композициях стремился самым натуральным образом воссоздать сцены, отражающие домашнюю жизнь древних жителей Рима и Помпей. Баццани был вдохновлён повторным открытием Помпей в 1748 году и провел 35 лет своей жизни примерно с 1880 по 1915 год, документируя руины древнего города, которые были обнаружены в ходе раскопок, с помощью рисунков и акварелей.
В Риме совместно с Лудовико Цейтом (Ludovico Zeit) Луиджи Баццани организовал курсы рисования и перспективы (в изображении архитектуры), его учеником был Луиджи Савольди. Картины Баццани на «помпейские темы» точным образом воспроизводили картины древней жизни и обстановку жилых домов древних Помпей. Эту особенность ценили археологи и этнографы в качестве своеобразного пособия по «художественной археологии».
Луиджи Баццани создал серию из четырнадцати иллюстраций к публикации ведущего археолога Помпей того времени Амедео Майури (Amedeo Maiuri). С того времени многие объекты были утрачены. Поэтому работа Баццани стала ценным источником античной археологии.
В 1862 году Луиджи Баццани помогал Чезаре Фракассини с росписью занавеса Театра Аполло (Teatro Apollo) в Риме с изображением Аполлона и Фаэтона. Работал над первой постановкой в Италии, в Театре Аполло, четырёхактной оперы Джузеппе Верди «Сила судьбы» (7 февраля 1863 года). Баццани создавал декорации мизансцен для постановок «Гугеноты» (1864) и «Африканка» (1868) Джакомо Мейербера, для «Анны Болейн» Гаэтано Доницетти (1870), для «Вирджинии Саверио» Меркаданте (1872), для «Вольного стрелка» Карла Марии фон Вебера (1873), для «Лоэнгрина» (первой постановки оперы Рихарда Вагнера в Риме, 1878) и для «Короля Лахорского» Жюля Массне (1878) и многих других постановок.
Луиджи Баццани женился на Елене Фракассини, сестре живописца Чезаре Фракассини и матери архитектора Чезаре Баццани.
После 1881 года Баццани работал в области монументальной росписи. Он сотрудничал с Чезаре Маккари в росписи Зала заседаний итальянского Сената в Палаццо Мадама в Риме. В росписях «комнаты Маккари» (sala Maccari) на темы из римской истории Баццани писал архитектурный фон (1882—1888). Художник также писал фрески купола базилики в Лорето (Марке) (1888—1895), салона Дворца правосудия в Риме (1896, 1900), в базилике Сан-Лоренцо-фуори-ле-Мура в Риме (1867—1868). Он сотрудничал с известными римскими архитекторами: П. Пьячентини, Дж. Кохом, Дж. Саккони.
С 1895 года Луиджи Баццани регулярно участвовал в художественных выставках в Риме, Вене, Мюнхене, Берлине и Париже. Он преподавал перспективу и сценографию в Academia di Belle Arti в Риме (1892—1896). Он стал членом многих академий: в Риме, Болонье и Перудже.
В 2013 году в Болонье при участии Фонда Монте-ди-Болонья в сотрудничестве с Болонским университетом (кафедрами истории, культур цивилизаций, секцией археологии) состоялась большая ретроспективная выставка «Помпеи конца 1800-х годов на картинах Луиджи Баццани» («Really! The Pompeii of the late 1800s in the painting of Luigi Bazzani»). Выставка включала мультимедийное приложение, разработанное итальянским консорциумом университетов и исследовательских центров, известным как Cineca. Устройство интегрировало изображения акварелей Баццани в действительные объекты раскопок Помпей, просматриваемых через Google Earth.

## Галерея

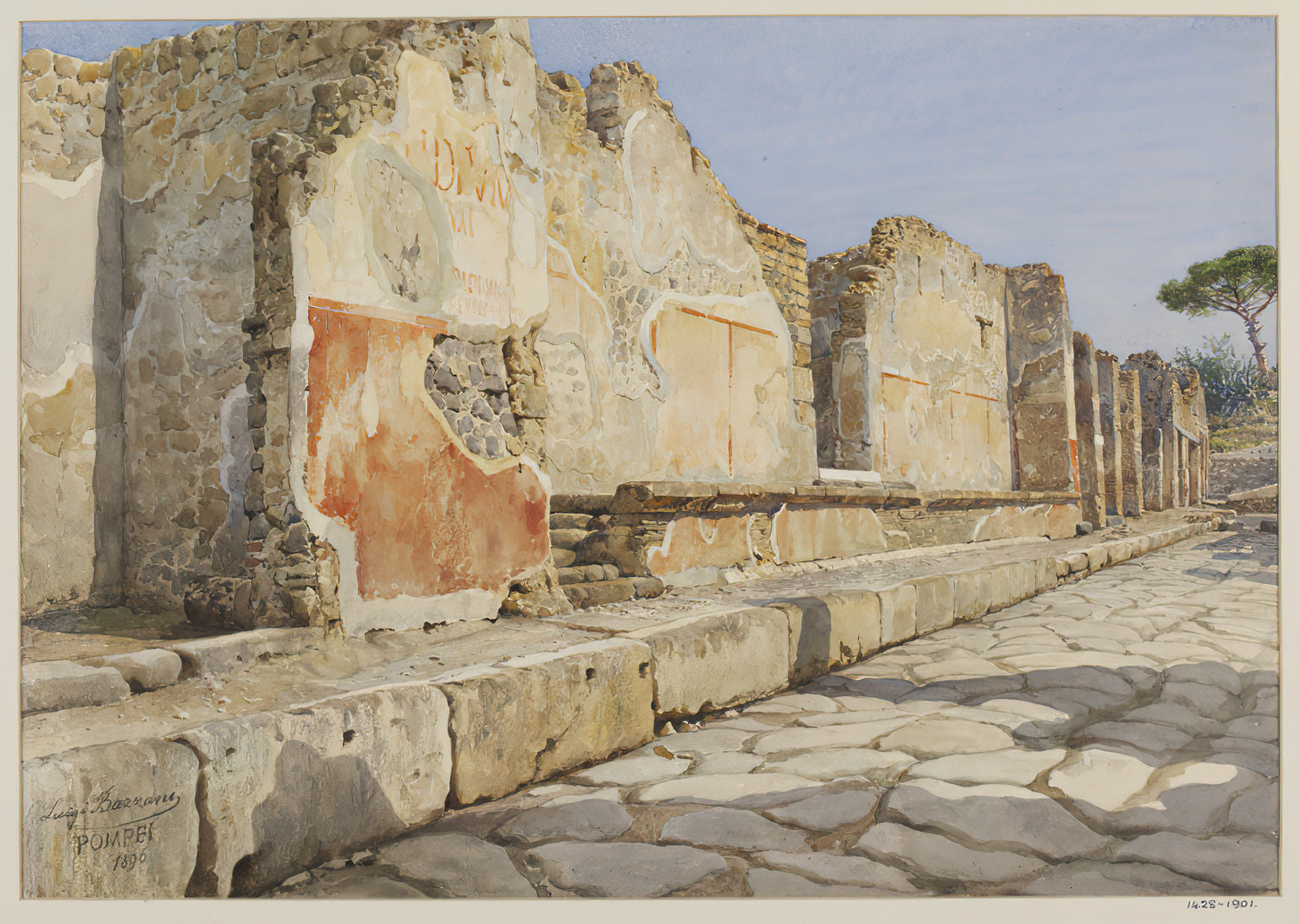
Стена дома в Помпеях. 1896. Акварель. Музей Виктории и Альберта, Лондон
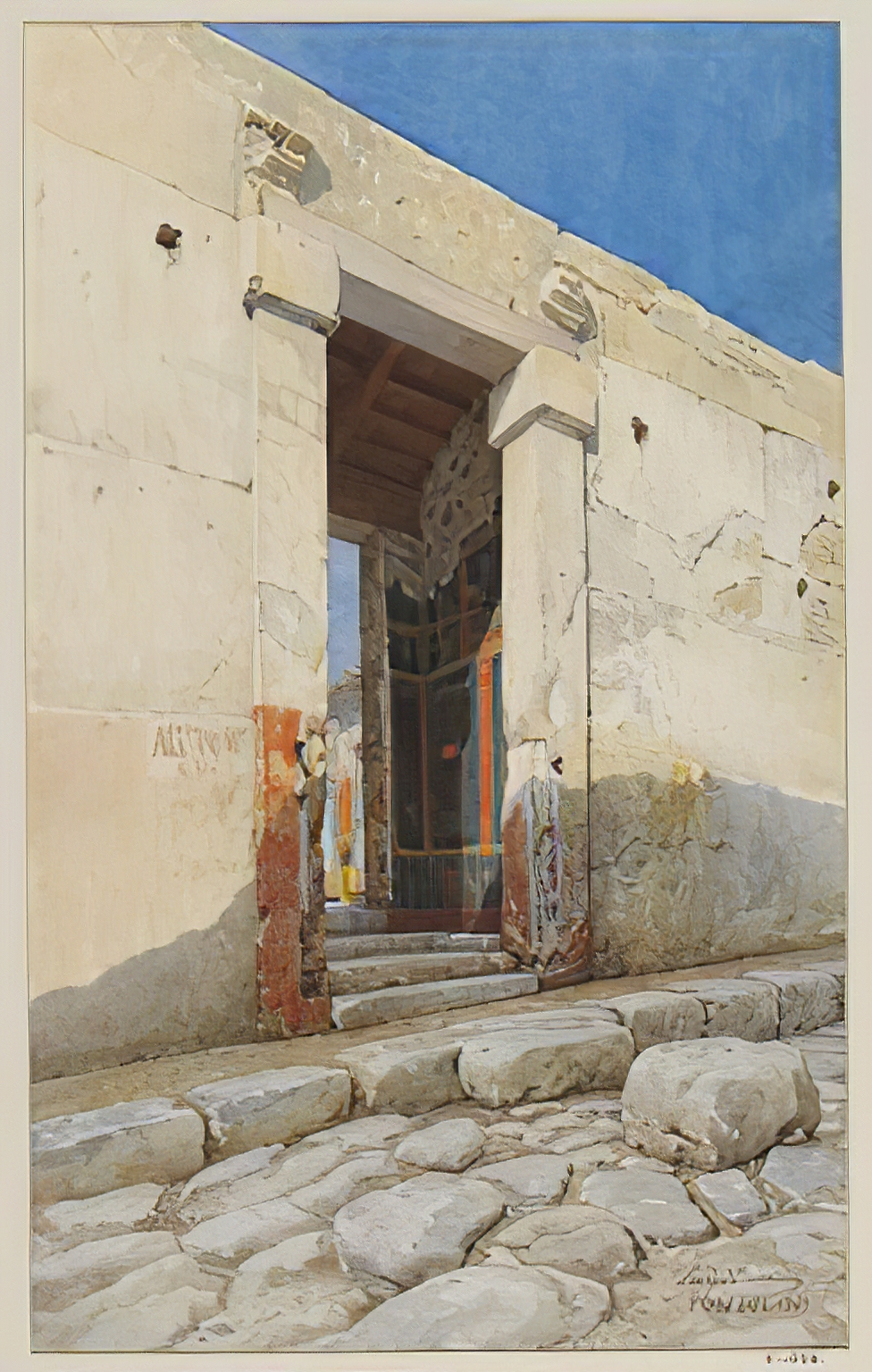
Вход в римский дом. Акварель
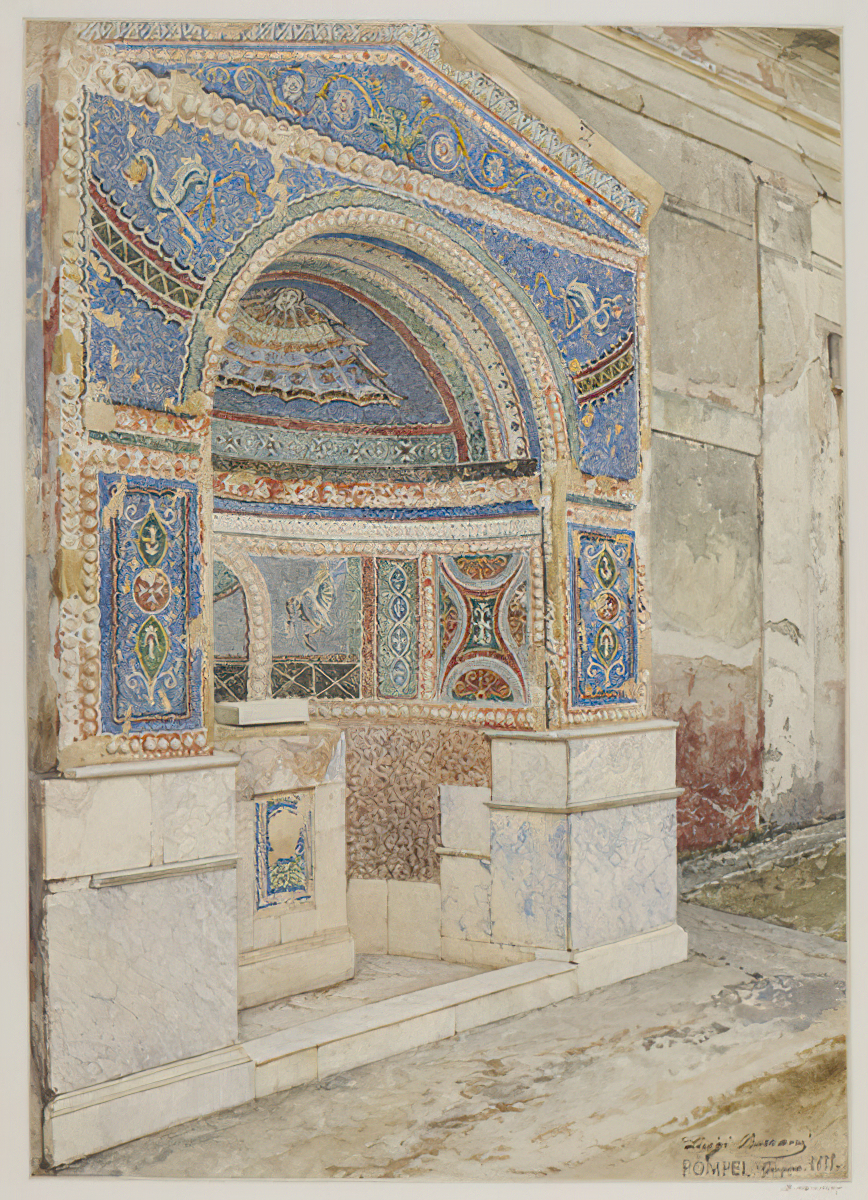
Голубая мозаика фонтана дома в Помпеях. 1899. Акварель. Музей Виктории и Альберта, Лондон
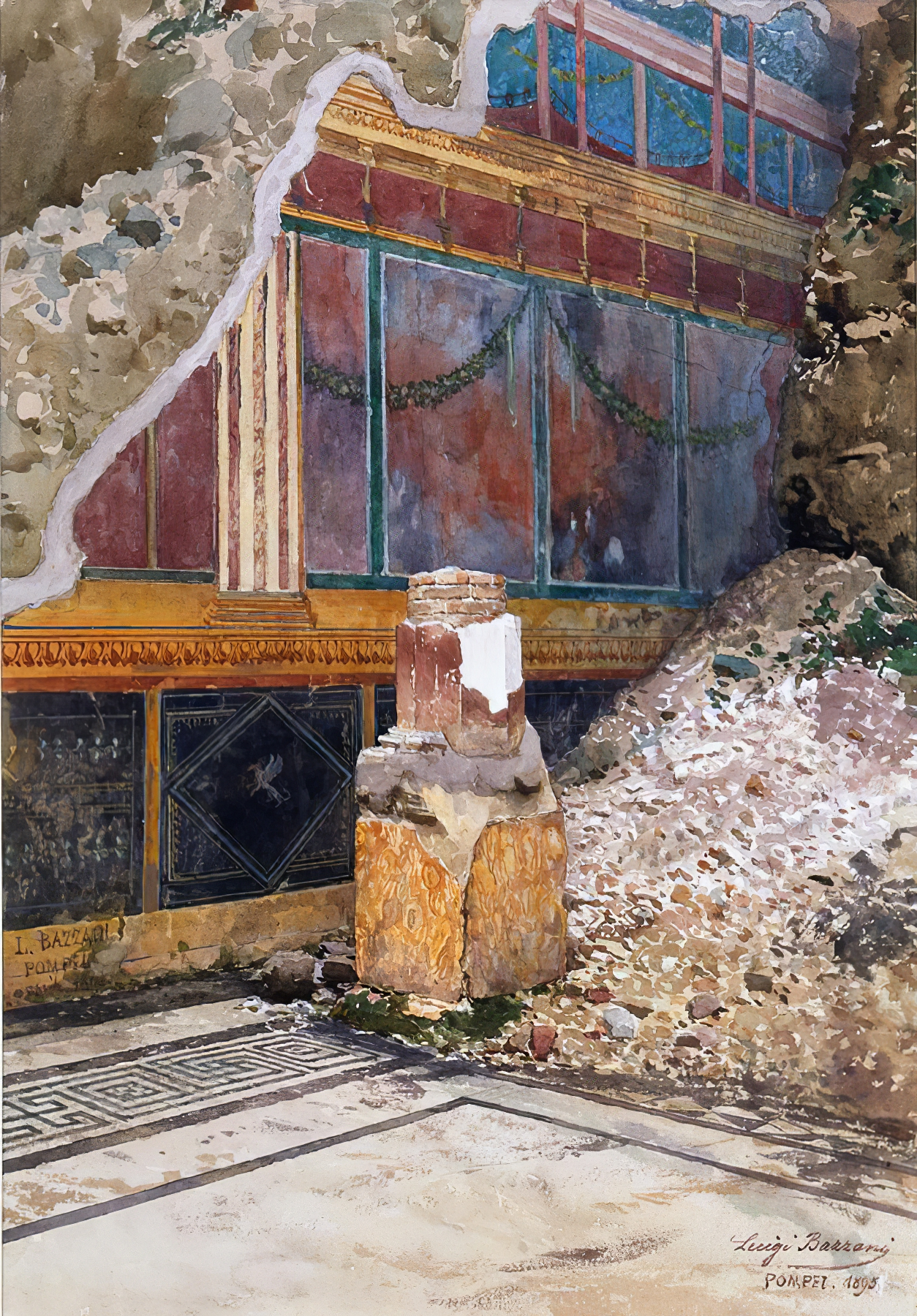
»Дом серебряной свадьбы в Помпеях. 1895
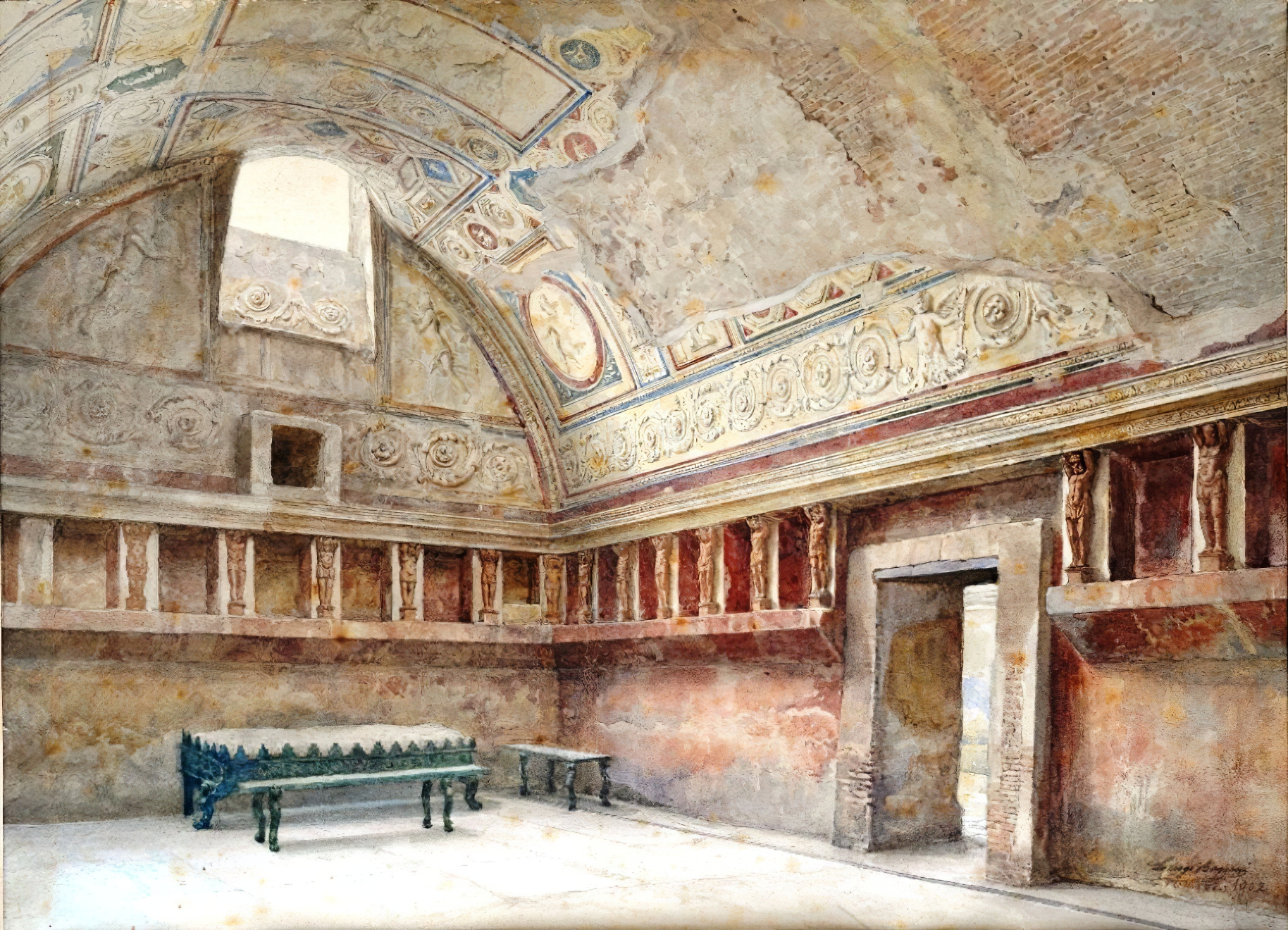
Термы в Помпеях. 1902
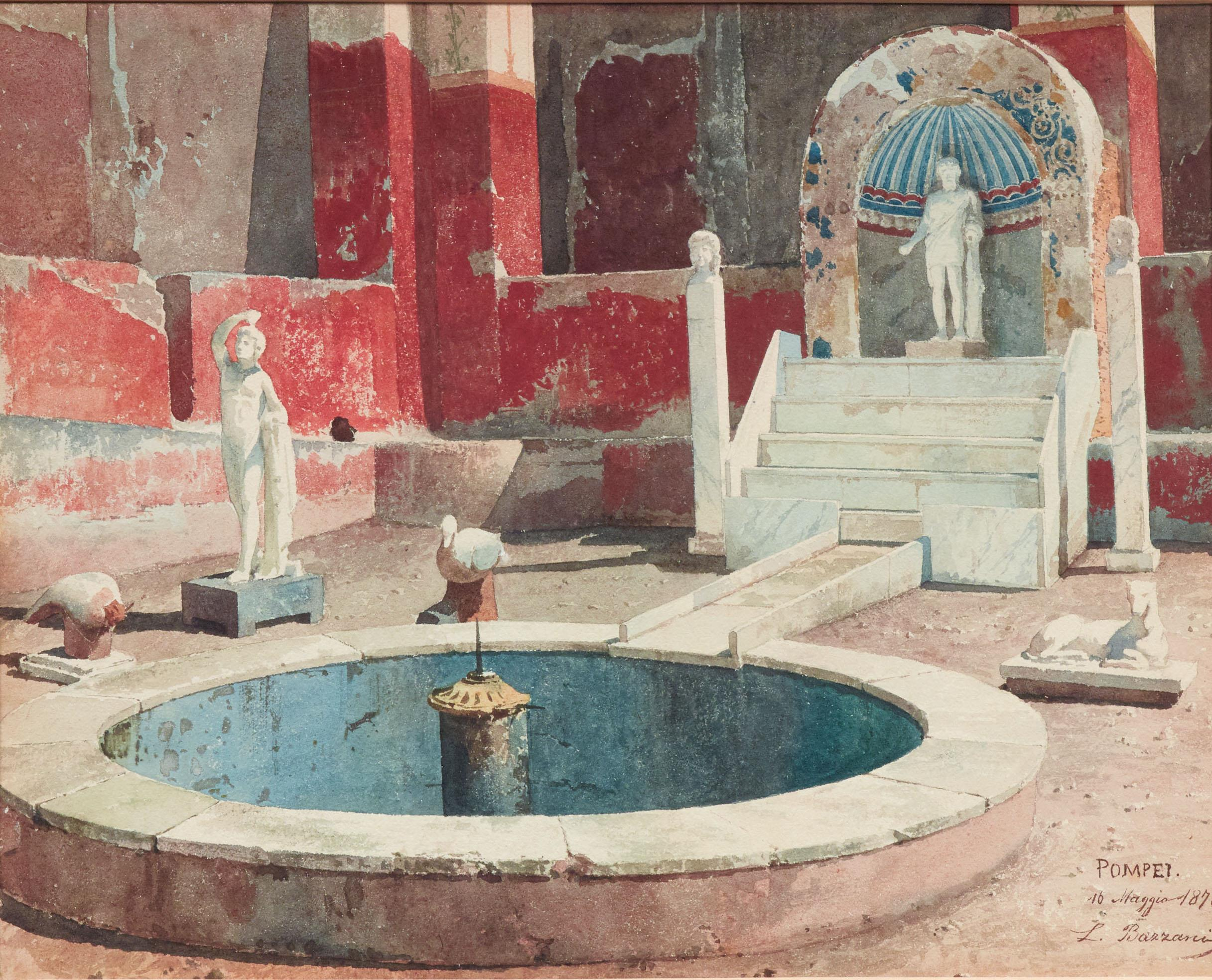
Вид на дом с атриумом. 1878. Акварель. Частное собрание
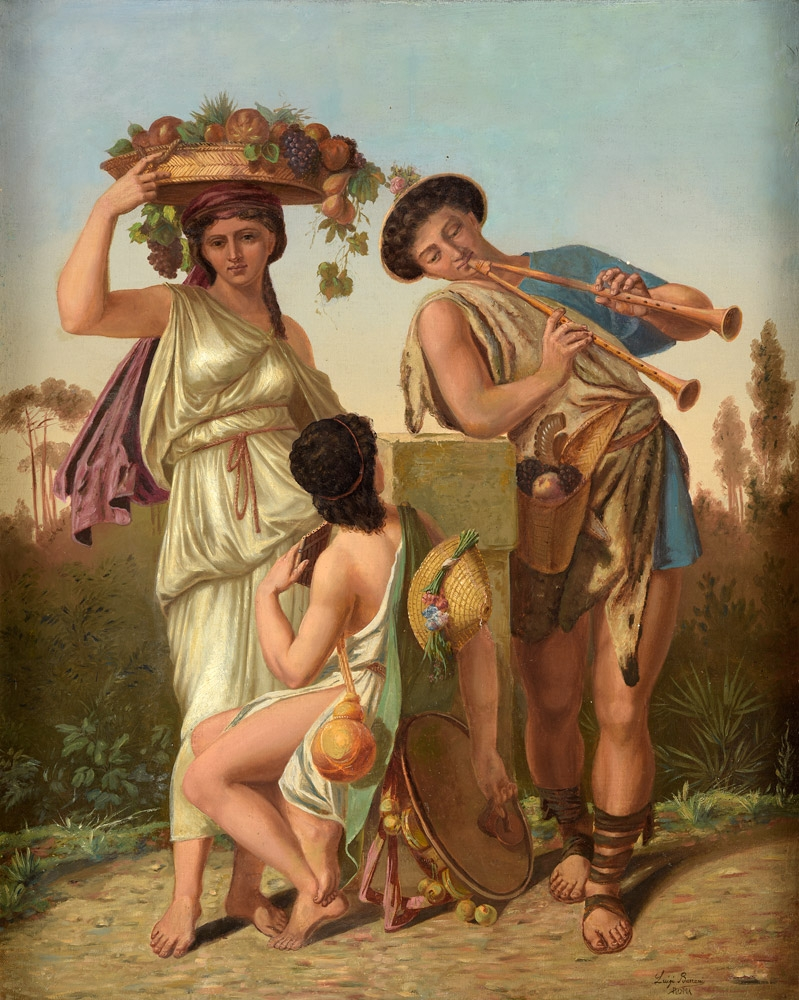
Хороший урожай. 1920-гг. Холст, масло. Дюссельдорфский аукционный дом
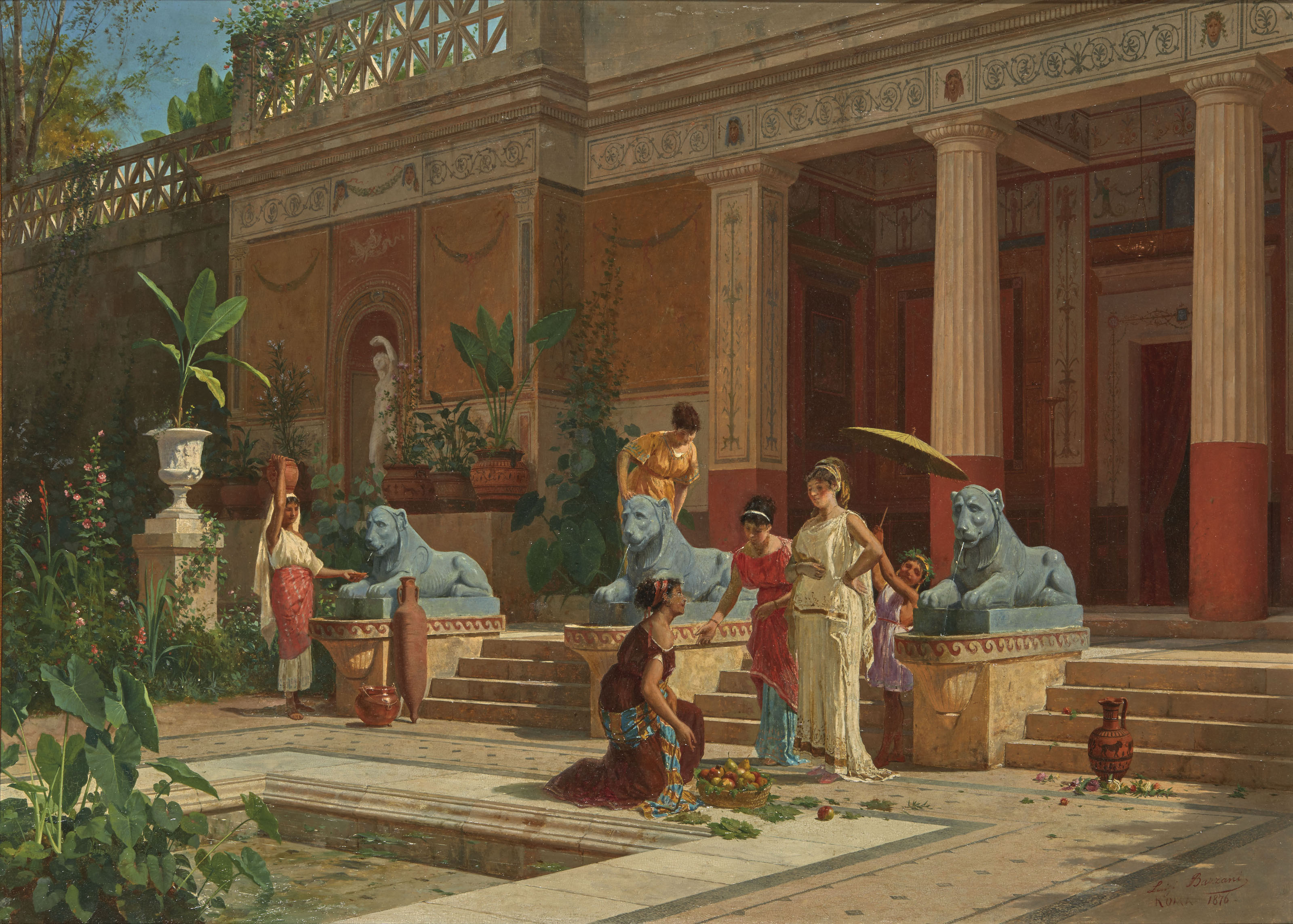
Продавщица фруктов во дворе Помпейской виллы. 1876
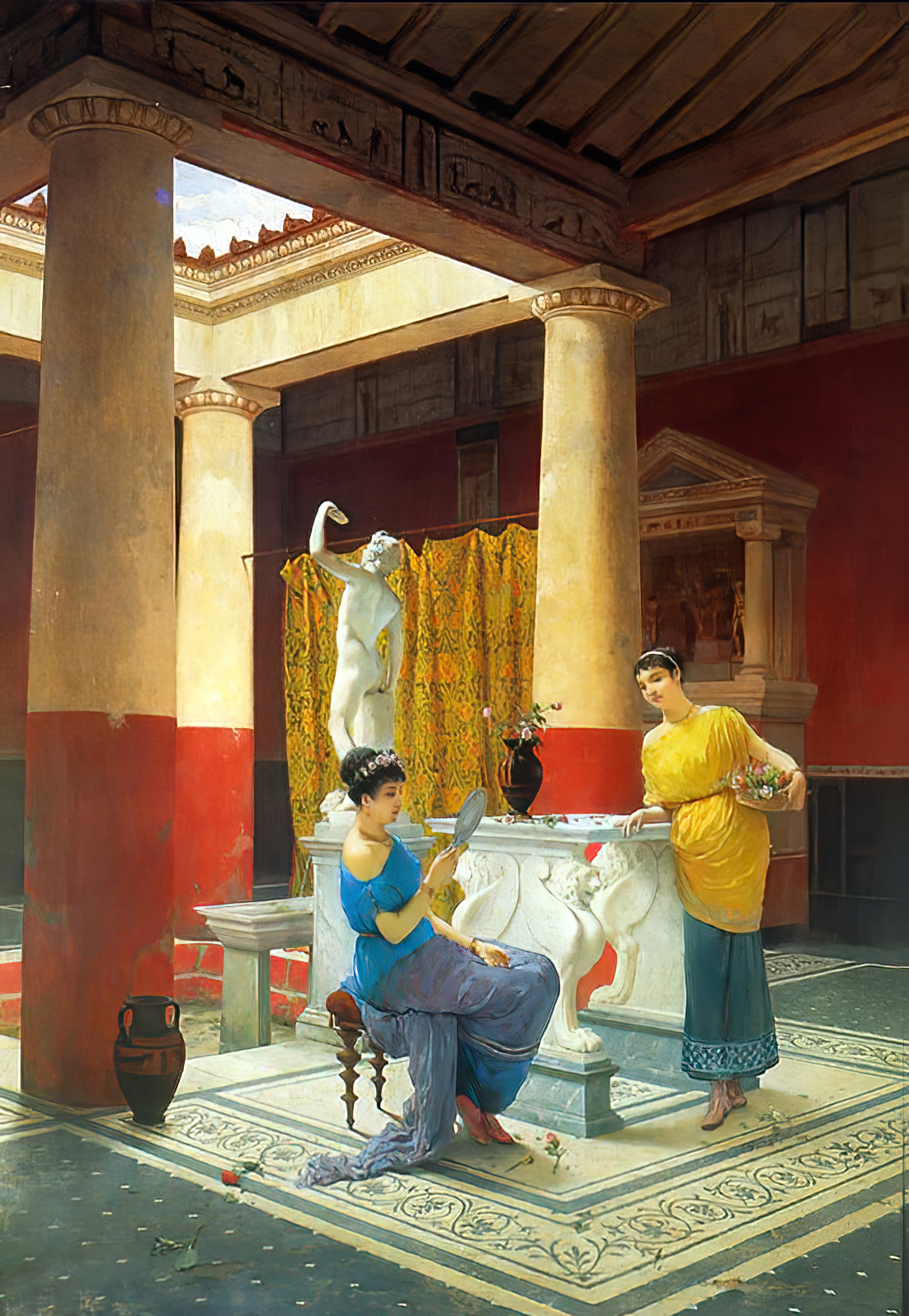
Красавицы в интерьере. 1879
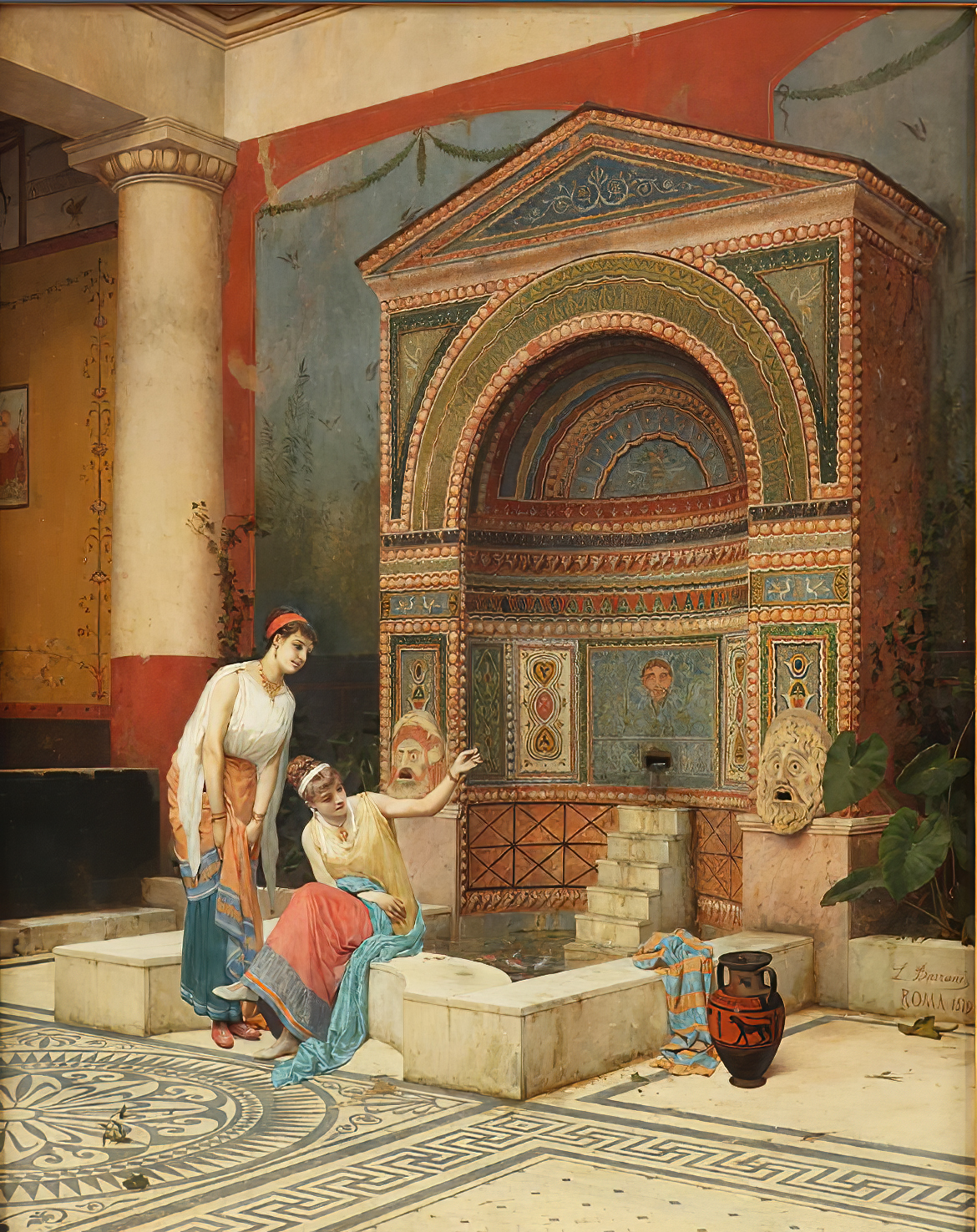
Женщины, кормящие рыбу в атриуме помпейского дома
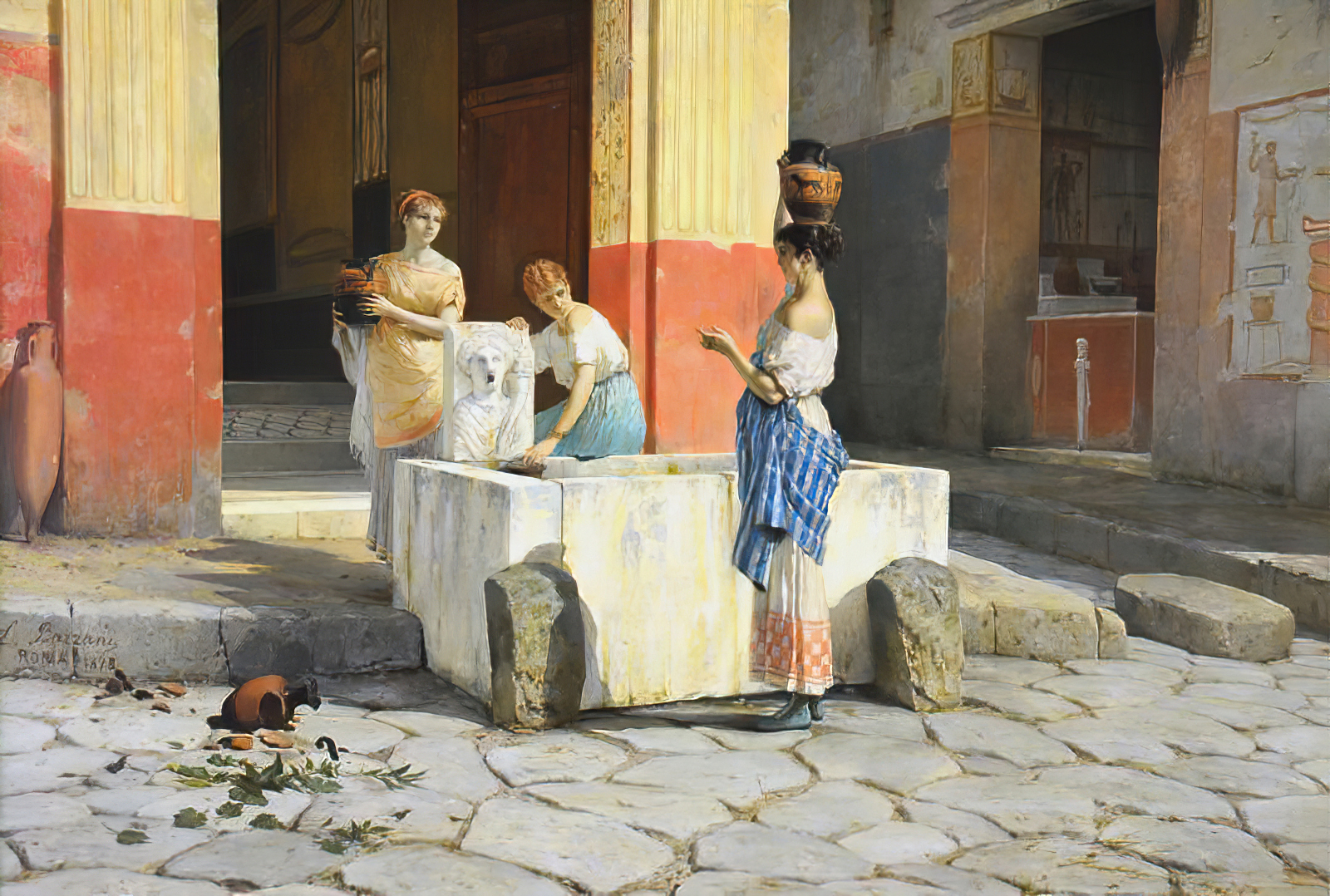
Женщины у колодца. До 1920 г.